# Heinrich Ries
Heinrich Ries (30 avril 1871 - 11 avril 1951) est un géologue économique américain,

## Biographie
Né à Brooklyn, New York, et formé à l'Université Columbia et à l'Université de Berlin. Il est employé principalement à l'Université Cornell, d'abord comme instructeur (1898-1902), comme professeur adjoint (1902-1905), comme professeur et comme chef du département de géologie (1915). Il rédige de nombreux rapports sur l'argile publiés par le United States Geological Survey, le New York State Geological Survey et le Canadian Geological Survey.
Sa première épouse, Millie Timmerman Ries, botaniste et illustratrice scientifique, collabore avec Elizabeth Britton et Anna Murray Vail, et est décédée en 1942. Il se remarie en 1948, mais sa seconde épouse, Mrs. Adelyn Halsy Gregg Ries, est décédée au début de 1950. Il a deux fils avec sa première femme Millie, le professeur Victor H. Reis de l'Université d'État de l'Ohio et le professeur Donald T. Ries de l'Université d'État de l'Illinois.
Ries est président de la Société américaine de géologie en 1929,